# Lucas Ernesto Montes Azcona
Lucas Ernesto Montes Azcona (Tarazona, Zaragoza, 14 de febrero de 1889 - f. luego de 1932) fue un ingeniero y político español.

## Reseña biográfica
Montes Azcona fue ingeniero y miembro del Comité Provincial Aragonés del Partido Radical por la provincia de Zaragoza.
Además, participó en la elaboración del Anteproyecto del Estatuto de la Región Aragonesa.
Fue Diputado de Zaragoza por el distrito de Tarazona-Borja.
Del 25 de abril de 1931 al 9 de abril de 1932 fue Presidente de la Diputación Provincial de Zaragoza.
| Predecesor: Mariano Gaspar Lausín | Presidente de la Diputación Provincial de Zaragoza 25 de abril de 1931 - 9 de abril de 1932 | Sucesor: Luis Orensanz Moliné |